# Paradies: Glaube
Paradies: Glaube ist ein Spielfilm des österreichischen Regisseurs Ulrich Seidl aus dem Jahr 2012. Der Film ist der zweite Teil von Seidls Paradies-Trilogie. Seine Premiere feierte er im Rahmen des Wettbewerbs der 69. Filmfestspiele von Venedig.

## Handlung
Die Röntgenassistentin Anna Maria hat ihr Leben dem Katholizismus verschrieben. In ihrem Haus hängen zahlreiche Kruzifixe und Heiligenbilder. Um die Sünden ihrer Mitmenschen zu sühnen, geißelt sie sich mit einer Lederpeitsche oder rutscht auf Knien betend über den Boden. Mit Gleichgesinnten versammelt sie sich in der Gebetsgruppe „Legio Herz Jesu“, deren höchstes Ziel es ist, Österreich wieder zum Katholizismus zu bekehren. Während ihre Schwester Teresa als Sextouristin nach Kenia reist und deren Tochter Melanie versucht, im Wechselgebirge Pfunde loszuwerden, verbringt Anna Maria den Urlaub damit, ausgerüstet mit einer Wandermuttergottes-Statue die Nachbarschaft zu missionieren. Ihr Seelenfrieden wird aufs Empfindlichste gestört, als plötzlich ihr querschnittgelähmter Ehemann Nabil nach Jahren der Abwesenheit aus Ägypten heimkehrt. Sein Wunsch nach körperlicher und emotionaler Nähe mündet in einem absurden Kleinkrieg, der von beiden Seiten mit harten Bandagen ausgefochten wird.

## Hintergrund
Wie bei Seidl üblich, kommen in Paradies: Glaube neben professionellen Schauspielern wie Maria Hofstätter und Natalya Baranova auch Laiendarsteller zum Einsatz. Die männliche Hauptrolle wurde nach monatelangen Castings mit dem in Wien lebenden Ägypter Nabil Saleh besetzt. Um die Figur eines Querschnittgelähmten überzeugend verkörpern zu können, bereitete er sich intensiv mit ergotherapeutischen Übungen vor. In einer Nebenrolle ist auch René Rupnik zu sehen, über den Seidl bereits 1997 den Dokumentarfilm Der Busenfreund gedreht hatte.
Das Paradies-Projekt sollte ursprünglich nur einen Spielfilm mit drei Handlungssträngen umfassen. Erst im Laufe der Postproduktion entschied sich Seidl, die Geschichten auf drei Filme aufzuteilen.
Paradies: Glaube hatte seine Premiere am 30. August 2012 im Wettbewerb der Internationalen Filmfestspiele von Venedig. Wenige Monate zuvor war bereits Paradies: Liebe im Wettbewerb von Cannes gezeigt worden. Im Februar 2013 konkurrierte schließlich Paradies: Hoffnung auf der Berlinale um einen Goldenen Bären. Das Kunststück, innerhalb von weniger als 12 Monaten mit drei unterschiedlichen Filmen auf den drei bedeutendsten A-Festivals der Welt im Wettbewerb vertreten zu sein, war bis dahin nur Krzysztof Kieślowski mit seiner Drei-Farben-Trilogie gelungen.
Die Darstellung von Sakralgegenständen als Objekten sexueller Lust, insbesondere in einer Szene, in der Anna Maria mithilfe eines Kruzifixes masturbiert, sorgte nach der Premiere in Italien für einen Skandal. Die ultrakonservative katholische Organisation „NO 194“ zeigte Seidl und andere Mitwirkende des Films daraufhin wegen Blasphemie bei der Staatsanwaltschaft in Venedig an. Der Präsident der Organisation gab zur Begründung an, Seidl habe „zwei Milliarden Christen auf der Welt beleidigt, für die das Kreuz ein Symbol ihrer Religion ist“.
Am 11. Januar 2013 startete der Film in den österreichischen und am 21. März in den deutschen Kinos.
Das Szenenbild schufen Renate Martin und Andreas Donhauser (donmartin supersets), das Kostümbild Tanja Hausner und den Ton besorgte Ekkehard Baumung.

## Kritiken

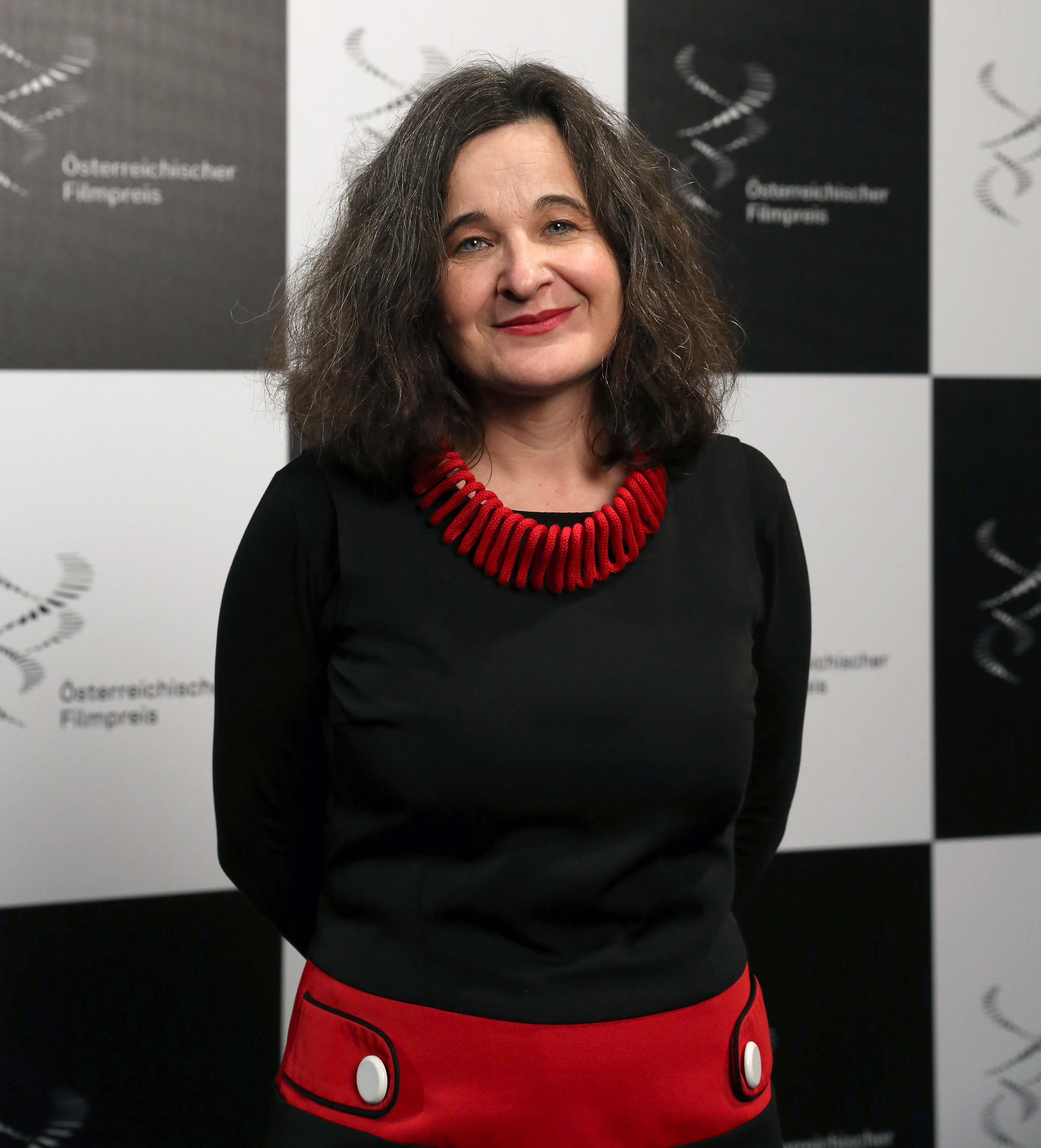
Maria Hofstätter (Österreichischer Filmpreis 2014)

„Hofstätters bewundernswertes Spiel und Seidls makellose Inszenierung hindern den Zuschauer daran, die Figur der Anna zu verurteilen oder zu verabscheuen. Was es wirklich schwer macht, auch in diesem Film von Ulrich Seidl den Blick auf der Leinwand zu halten, ist vielmehr die unfassbar authentische Darstellung christlich verbrämter Selbstgerechtigkeit.“

„Die einen werden Ulrich Seidls »Paradies: Glaube« blasphemisch finden, die anderen genial. Die Kontroversen, die der Film hervorrufen könnte, sind, folgt man US-Regisseur John Waters, gottgewollt: Fassbinder ist tot, also gab uns Gott Ulrich Seidl.“

„»Paradies: Glaube« ist ganz auf Hauptdarstellerin Maria Hofstätter zugeschnitten, die seit ihrer viel beachteten Rolle als Anhalterin in Hundstage zum festen Ensemble des Regisseurs gehört. Wie ihrem Spielleiter gelingt ihr souverän der fließende Wechsel zwischen komischen und bedrückenden Momenten, zwischen Karikatur und einer komplex gezeichneten Figur mit tragischer Dimension.“

## Auszeichnungen
Paradies: Glaube wurde 2012 auf den Internationalen Filmfestspielen von Venedig mit dem Spezialpreis der Jury ausgezeichnet. Zudem erhielt er den CinemAvvenire-Award als bester Film des Wettbewerbs. Maria Hofstätter wurde für ihre Darstellung Anna Maria beim Österreichischen Filmpreis 2014 als Beste weibliche Darstellerin ausgezeichnet.